# Copa do Mundo de Voleibol Feminino de 2015
A Copa do Mundo de Voleibol Feminino de 2015 foi a 12ª edição do torneio organizado pela Federação Internacional de Voleibol (FIVB) a cada quatro anos. Foi realizada em seis cidades japonesas e classificou as duas melhores equipes aos Jogos Olímpicos de 2016, no Rio de Janeiro.
Doze anos após sua última conquista, a China voltou a vencer o torneio totalizando o quarto título no geral. Vice-campeã, a Sérvia garantiu o pódio pela primeira vez e completou a relação de classificados as Olimpíadas de 2016.

## Equipes classificadas
Doze equipes participaram da Copa do Mundo. Classificaram-se as equipes campeãs e vice-campeãs dos torneios continentais (África, América do Sul e NORCECA), as equipes melhores colocadas nos rankings continentais (Ásia e Europa), o Japão como o país-sede e a equipe detentora do Campeonato Mundial (Estados Unidos). Por já estar classificado aos Jogos Olímpicos de 2016 como anfitrião, o Brasil não participou da Copa do Mundo em 2015.
| País-sede             |         |                                              |
| Japão                 | AVC     |                                              |
| Campeã mundial        |         |                                              |
| Estados Unidos        | NORCECA |                                              |
| Torneios continentais |         |                                              |
| Rússia                | CEV     | Melhor no ranking europeu                    |
| Sérvia                | CEV     | 2ª melhor no ranking europeu                 |
| República Dominicana  | NORCECA | Campeã da Copa dos Campeões da NORCECA       |
| Cuba                  | NORCECA | Vice-campeã da Copa dos Campeões da NORCECA  |
| Argentina             | CSV     | Campeã das Eliminatórias Sul-Americanas      |
| Peru                  | CSV     | Vice-campeã das Eliminatórias Sul-Americanas |
| China                 | AVC     | Melhor asiática no ranking da FIVB           |
| Coreia do Sul         | AVC     | 2ª melhor asiática no ranking da FIVB        |
| Quênia                | CAVB    | Campeã da África                             |
| Argélia               | CAVB    | Vice-campeã da África                        |

## Sedes
| Fase | Local A                           | Local B                             |
| ---- | --------------------------------- | ----------------------------------- |
| 1ª   | Yoyogi National Gymnasium, Tóquio | Matsumoto City Gymnasium, Matsumoto |
| 2ª   | Sendai Gymnasium, Sendai          | Momotaro Arena, Okayama             |
| 3ª   | Nippon Gaishi Hall, Nagoia        | Park Arena Komaki, Komaki           |

## Classificação
- Vitória por 3 sets a 0 ou 3 a 1: 3 pontos para o vencedor;
- Vitória por 3 sets a 2: 2 pontos para o vencedor e 1 ponto para o perdedor.
- Em caso de igualdade em número de vitórias, os seguintes critérios servirão como desempate: número de pontos, média de sets e média de pontos.

Todas as partidas seguem o horário local
|     |                      |     | Jogos | Jogos | Jogos | Resultados | Resultados | Resultados | Resultados | Resultados | Resultados | Sets | Sets | Sets  | Pontos | Pontos | Pontos |
| Pos | Equipe               | Pts | T     | V     | D     | 3–0        | 3–1        | 3–2        | 2–3        | 1–3        | 0–3        | V    | P    | R     | V      | P      | R      |
| --- | -------------------- | --- | ----- | ----- | ----- | ---------- | ---------- | ---------- | ---------- | ---------- | ---------- | ---- | ---- | ----- | ------ | ------ | ------ |
| 1   | China                | 30  | 11    | 10    | 1     | 6          | 4          | 0          | 0          | 0          | 1          | 30   | 7    | 4.286 | 900    | 658    | 1.368  |
| 2   | Sérvia               | 26  | 11    | 10    | 1     | 6          | 0          | 4          | 0          | 1          | 0          | 31   | 11   | 2.818 | 964    | 739    | 1.304  |
| 3   | Estados Unidos       | 28  | 11    | 9     | 2     | 8          | 1          | 0          | 1          | 0          | 1          | 29   | 7    | 4.143 | 859    | 617    | 1.392  |
| 4   | Rússia               | 27  | 11    | 9     | 2     | 8          | 0          | 1          | 1          | 1          | 0          | 30   | 8    | 3.750 | 889    | 702    | 1.266  |
| 5   | Japão                | 22  | 11    | 7     | 4     | 6          | 0          | 1          | 2          | 2          | 0          | 27   | 14   | 1.929 | 922    | 779    | 1.184  |
| 6   | Coreia do Sul        | 16  | 11    | 5     | 6     | 4          | 1          | 0          | 1          | 1          | 4          | 18   | 19   | 0.947 | 816    | 787    | 1.037  |
| 7   | República Dominicana | 16  | 11    | 5     | 6     | 2          | 3          | 0          | 1          | 1          | 4          | 18   | 21   | 0.857 | 835    | 859    | 0.972  |
| 8   | Argentina            | 12  | 11    | 4     | 7     | 3          | 0          | 1          | 1          | 1          | 5          | 15   | 23   | 0.652 | 738    | 819    | 0.901  |
| 9   | Cuba                 | 11  | 11    | 4     | 7     | 1          | 2          | 1          | 0          | 1          | 6          | 13   | 25   | 0.520 | 740    | 876    | 0.845  |
| 10  | Quênia               | 5   | 11    | 2     | 9     | 1          | 0          | 1          | 0          | 1          | 8          | 7    | 29   | 0.241 | 683    | 844    | 0.809  |
| 11  | Peru                 | 5   | 11    | 1     | 10    | 1          | 0          | 0          | 2          | 2          | 6          | 9    | 30   | 0.300 | 732    | 899    | 0.814  |
| 12  | Argélia              | 0   | 11    | 0     | 11    | 0          | 0          | 0          | 0          | 0          | 11         | 0    | 33   | 0,000 | 326    | 825    | 0.395  |

## Primeira fase

### Tóquio
| Data   | Hora  |                         | Placar |                         | Set 1 | Set 2 | Set 3 | Set 4 | Set 5 | Total   | Relatório |
| ------ | ----- | ----------------------- | ------ | ----------------------- | ----- | ----- | ----- | ----- | ----- | ------- | --------- |
| 22 ago | 12:10 | República Dominicana    | 0–3    | ' Rússia'               | 15–25 | 18–25 | 18–25 |       |       | 51–75   | 51–75     |
| 22 ago | 14:40 | 'Cuba '                 | 3–1    | Quênia                  | 27–25 | 25–23 | 12–25 | 25–22 |       | 89–95   | 89–95     |
| 22 ago | 19:20 | Argentina               | 0–3    | ' Japão'                | 16–25 | 19–25 | 12–25 |       |       | 47–75   | 47–75     |
| 23 ago | 12:10 | Quênia                  | 0–3    | ' República Dominicana' | 26–28 | 24–26 | 17–25 |       |       | 67–79   | 67–79     |
| 23 ago | 15:10 | 'Argentina '            | 3–0    | Cuba                    | 25–15 | 25–21 | 25–23 |       |       | 75–59   | 75–59     |
| 23 ago | 19:20 | Japão                   | 2–3    | ' Rússia'               | 25–12 | 18–25 | 21–25 | 25–23 | 13–15 | 102–100 | 102–100   |
| 24 ago | 12:10 | 'República Dominicana ' | 3–1    | Argentina               | 25–21 | 25–22 | 19–25 | 25–15 |       | 94–83   | 94–83     |
| 24 ago | 15:10 | 'Rússia '               | 3–0    | Quênia                  | 25–16 | 25–21 | 25–21 |       |       | 75–58   | 75–58     |
| 24 ago | 19:20 | Cuba                    | 0–3    | ' Japão'                | 15–25 | 12–25 | 16–25 |       |       | 43–75   | 43–75     |
| 26 ago | 12:10 | Argentina               | 0–3    | ' Rússia'               | 10–25 | 10–25 | 16–25 |       |       | 36–75   | 36–75     |
| 26 ago | 15:10 | Cuba                    | 1–3    | ' República Dominicana' | 22–25 | 22–25 | 25–18 | 23–25 |       | 92–93   | 92–93     |
| 26 ago | 19:20 | 'Japão '                | 3–0    | Quênia                  | 25–15 | 25–20 | 25–12 |       |       | 75–47   | 75–47     |
| 27 ago | 12:10 | 'Rússia '               | 3–0    | Cuba                    | 25–19 | 25–13 | 25–18 |       |       | 75–50   | 75–50     |
| 27 ago | 15:10 | Quênia                  | 0–3    | ' Argentina'            | 12–25 | 17–25 | 20–25 |       |       | 49–75   | 49–75     |
| 27 ago | 19:20 | República Dominicana    | 2–3    | ' Japão'                | 18–25 | 25–20 | 32–30 | 15–25 | 13–15 | 103–115 | 103–115   |

### Matsumoto
| Data   | Hora  |                   | Placar |                   | Set 1 | Set 2 | Set 3 | Set 4 | Set 5 | Total  | Relatório |
| ------ | ----- | ----------------- | ------ | ----------------- | ----- | ----- | ----- | ----- | ----- | ------ | --------- |
| 22 ago | 12:10 | 'Estados Unidos ' | 3–0    | Coreia do Sul     | 25–15 | 25–22 | 25–15 |       |       | 75–52  | 75–52     |
| 22 ago | 15:10 | Sérvia            | 1–3    | ' China'          | 25–19 | 23–25 | 15–25 | 19–25 |       | 82–94  | 82–94     |
| 22 ago | 18:40 | 'Peru '           | 3–0    | Argélia           | 25–16 | 25–13 | 25–16 |       |       | 75–45  | 75–45     |
| 23 ago | 12:10 | 'Coreia do Sul '  | 3–0    | Peru              | 25–19 | 25–18 | 25–18 |       |       | 75–55  | 75–55     |
| 23 ago | 15:10 | 'China '          | 3–0    | Argélia           | 25–5  | 25–11 | 25–8  |       |       | 75–24  | 75–24     |
| 23 ago | 18:40 | 'Sérvia '         | 3–2    | Estados Unidos    | 25–20 | 22–25 | 18–25 | 25–19 | 15–6  | 105–95 | 105–95    |
| 24 ago | 12:10 | Argélia           | 0–3    | ' Coreia do Sul'  | 8–25  | 9–25  | 19–25 |       |       | 36–75  | 36–75     |
| 24 ago | 15:10 | Peru              | 0–3    | ' Sérvia'         | 10–25 | 17–25 | 10–25 |       |       | 37–75  | 37–75     |
| 24 ago | 18:40 | 'Estados Unidos ' | 3–0    | China             | 25–23 | 25–17 | 25–23 |       |       | 75–63  | 75–63     |
| 26 ago | 12:10 | 'Estados Unidos ' | 3–0    | Peru              | 25–17 | 25–15 | 25–12 |       |       | 75–44  | 75–44     |
| 26 ago | 15:10 | 'Sérvia '         | 3–0    | Argélia           | 25–7  | 25–11 | 25–3  |       |       | 75–21  | 75–21     |
| 26 ago | 18:40 | 'China '          | 3–1    | Coreia do Sul     | 23–25 | 25–15 | 25–20 | 25–23 |       | 98–83  | 98–83     |
| 27 ago | 12:10 | Argélia           | 0–3    | ' Estados Unidos' | 7–25  | 2–25  | 5–25  |       |       | 14–75  | 14–75     |
| 27 ago | 15:10 | Peru              | 0–3    | ' China'          | 11–25 | 18–25 | 17–25 |       |       | 46–75  | 46–75     |
| 27 ago | 18:40 | Coreia do Sul     | 0–3    | ' Sérvia'         | 16–25 | 19–25 | 16–25 |       |       | 51–75  | 51–75     |

## Segunda fase

### Sendai
| Data   | Hora  |                         | Placar |                  | Set 1 | Set 2 | Set 3 | Set 4 | Set 5 | Total  | Relatório |
| ------ | ----- | ----------------------- | ------ | ---------------- | ----- | ----- | ----- | ----- | ----- | ------ | --------- |
| 30 ago | 12:10 | República Dominicana    | 0–3    | ' Sérvia'        | 18–25 | 22–25 | 22–25 |       |       | 62–75  | 62–75     |
| 30 ago | 15:10 | 'Rússia '               | 3–0    | Coreia do Sul    | 25–20 | 26–24 | 25–22 |       |       | 76–66  | 76–66     |
| 30 ago | 19:20 | 'Japão '                | 3–0    | Peru             | 25–19 | 25–21 | 25–15 |       |       | 75–55  | 75–55     |
| 31 ago | 12:10 | 'República Dominicana ' | 3–1    | Peru             | 25–18 | 25–19 | 22–25 | 25–17 |       | 97–79  | 97–79     |
| 31 ago | 15:10 | Rússia                  | 2–3    | ' Sérvia'        | 25–22 | 25–22 | 14–25 | 23–25 | 12–15 | 99–109 | 99–109    |
| 31 ago | 19:20 | 'Japão '                | 3–0    | Coreia do Sul    | 25–17 | 26–24 | 25–17 |       |       | 76–58  | 76–58     |
| 1 set  | 12:10 | 'Rússia '               | 3–0    | Peru             | 25–14 | 25–10 | 25–20 |       |       | 75–44  | 75–44     |
| 1 set  | 15:10 | República Dominicana    | 1–3    | ' Coreia do Sul' | 25–18 | 17–25 | 23–25 | 18–25 |       | 83–93  | 83–93     |
| 1 set  | 19:20 | Japão                   | 2–3    | ' Sérvia'        | 26–24 | 17–25 | 14–25 | 25–21 | 9–15  | 91–110 | 91–110    |

### Okayama
| Data   | Hora  |              | Placar |                   | Set 1 | Set 2 | Set 3 | Set 4 | Set 5 | Total | Relatório |
| ------ | ----- | ------------ | ------ | ----------------- | ----- | ----- | ----- | ----- | ----- | ----- | --------- |
| 30 ago | 12:10 | 'Argentina ' | 3–0    | Argélia           | 25–11 | 25–8  | 25–11 |       |       | 75–30 | 75–30     |
| 30 ago | 15:10 | Quênia       | 0–3    | ' Estados Unidos' | 15–25 | 16–25 | 13–25 |       |       | 44–75 | 44–75     |
| 30 ago | 18:40 | Cuba         | 0–3    | ' China'          | 19–25 | 10–25 | 14–25 |       |       | 43–75 | 43–75     |
| 31 ago | 12:10 | 'Cuba '      | 3–0    | Argélia           | 25–17 | 25–16 | 25–14 |       |       | 75–47 | 75–47     |
| 31 ago | 15:10 | Argentina    | 0–3    | ' Estados Unidos' | 16–25 | 19–25 | 14–25 |       |       | 49–75 | 49–75     |
| 31 ago | 18:40 | Quênia       | 0–3    | ' China'          | 7–25  | 15–25 | 14–25 |       |       | 36–75 | 36–75     |
| 1 set  | 12:10 | 'Quênia '    | 3–0    | Argélia           | 25–14 | 25–11 | 25–11 |       |       | 75–36 | 75–36     |
| 1 set  | 15:10 | Argentina    | 0–3    | ' China'          | 14–25 | 15–25 | 20–25 |       |       | 49–75 | 49–75     |
| 1 set  | 18:40 | Cuba         | 0–3    | ' Estados Unidos' | 15–25 | 11–25 | 15–25 |       |       | 41–75 | 41–75     |

## Terceira fase

### Nagoia
| Data  | Hora  |                         | Placar |                   | Set 1 | Set 2 | Set 3 | Set 4 | Set 5 | Total | Relatório |
| ----- | ----- | ----------------------- | ------ | ----------------- | ----- | ----- | ----- | ----- | ----- | ----- | --------- |
| 4 set | 12:10 | República Dominicana    | 0–3    | ' China'          | 16–25 | 17–25 | 19–25 |       |       | 52–75 | 52–75     |
| 4 set | 15:10 | 'Rússia '               | 3–0    | Estados Unidos    | 25–17 | 31–29 | 25–23 |       |       | 81–69 | 81–69     |
| 4 set | 19:20 | 'Japão '                | 3–0    | Argélia           | 25–8  | 25–10 | 25–6  |       |       | 75–24 | 75–24     |
| 5 set | 12:10 | 'República Dominicana ' | 3–0    | Argélia           | 25–11 | 25–12 | 25–7  |       |       | 75–30 | 75–30     |
| 5 set | 15:10 | Rússia                  | 1–3    | ' China'          | 23–25 | 15–25 | 25–23 | 20–25 |       | 83–98 | 83–98     |
| 5 set | 19:20 | Japão                   | 1–3    | ' Estados Unidos' | 25–20 | 23–25 | 20–25 | 10–25 |       | 78–95 | 78–95     |
| 6 set | 12:10 | 'Rússia '               | 3–0    | Argélia           | 25–5  | 25–6  | 25–8  |       |       | 75–19 | 75–19     |
| 6 set | 15:10 | República Dominicana    | 0–3    | ' Estados Unidos' | 10–25 | 19–25 | 17–25 |       |       | 46–75 | 46–75     |
| 6 set | 19:20 | Japão                   | 1–3    | ' China'          | 17–25 | 25–22 | 21–25 | 22–25 |       | 85–97 | 85–97     |

### Komaki
| Data  | Hora  |              | Placar |                  | Set 1 | Set 2 | Set 3 | Set 4 | Set 5 | Total   | Relatório |
| ----- | ----- | ------------ | ------ | ---------------- | ----- | ----- | ----- | ----- | ----- | ------- | --------- |
| 4 set | 12:10 | 'Argentina ' | 3–2    | Peru             | 16–25 | 25–20 | 21–25 | 25–22 | 15–12 | 102–104 | 102–104   |
| 4 set | 15:10 | Cuba         | 0–3    | ' Sérvia'        | 22–25 | 19–25 | 15–25 |       |       | 56–75   | 56–75     |
| 4 set | 18:40 | Quênia       | 0–3    | ' Coreia do Sul' | 16–25 | 16–25 | 19–25 |       |       | 51–75   | 51–75     |
| 5 set | 12:10 | 'Cuba '      | 3–1    | Peru             | 13–25 | 25–16 | 25–18 | 25–19 |       | 88–78   | 88–78     |
| 5 set | 15:10 | Quênia       | 0–3    | ' Sérvia'        | 11–25 | 14–25 | 19–25 |       |       | 44–75   | 44–75     |
| 5 set | 18:40 | Argentina    | 0–3    | ' Coreia do Sul' | 21–25 | 17–25 | 20–25 |       |       | 58–75   | 58–75     |
| 6 set | 11:10 | 'Quênia '    | 3–2    | Peru             | 23–25 | 29–27 | 25–27 | 25–23 | 15–13 | 117–115 | 117–115   |
| 6 set | 14:10 | Argentina    | 2–3    | ' Sérvia'        | 16–25 | 19–25 | 25–20 | 25–23 | 4–15  | 89–108  | 89–108    |
| 6 set | 17:10 | 'Cuba '      | 3–2    | Coreia do Sul    | 25–22 | 18–25 | 16–25 | 30–28 | 15–13 | 104–113 | 104–113   |

## Classificação final
| Campeão | Vice-campeão | Terceiro lugar |
| China Yuan Xinyue · Zhu Ting · Shen Jingsi · Yang Junjing · Wei Qiuyue · Zeng Chunlei · Zhang Changning · Zhang Xiaoya · Lin Li · Ding Xia · Yan Ni · Wang Mengjie · Liu Yanhan · Liu Xiaotong | Sérvia Bianka Buša · Bojana Živković · Mina Popović · Tijana Malešević · Brankica Mihajlović · Maja Ognjenović · Stefana Veljković · Jelena Nikolić · Ana Bjelica · Jovana Stevanović · Milena Rašić · Silvija Popović · Suzana Ćebić · Tijana Bošković | Estados Unidos Alisha Glass · Kayla Banwarth · Lauren Gibbemeyer · Jordan Larson · Megan Easy · Christa Harmotto · Nicole Fawcett · Kimberly Hill · Foluke Akinradewo · Natalie Hagglund · Molly Kreklow · TeTori Dixon · Kelsey Robinson · Karsta Lowe |

| 4  | Rússia               |
| 5  | Japão                |
| 6  | Coreia do Sul        |
| 7  | República Dominicana |
| 8  | Argentina            |
| 9  | Cuba                 |
| 10 | Quênia               |
| 11 | Peru                 |
| 12 | Argélia              |

### Prêmios individuais
A seleção do campeonato foi composta pelas seguintes jogadoras:
- MVP :  Zhu Ting